# Ulrich Koester
Ulrich Koester (* 20. Mai 1938 in Elbing) ist ein deutscher Agrarökonom an der Christian-Albrechts-Universität zu Kiel, er war langjähriger Berater der deutschen Bundesminister für Landwirtschaft und internationaler Organisationen.

## Leben und Wirken
Koester wurde als Sohn einer ostpreußischen Gutsbesitzerfamilie geboren und wuchs gemeinsam mit fünf Geschwistern nach Flucht und Vertreibung in der Pfalz auf. Er absolvierte nach der mittleren Reife ein Jahr auf dem elterlichen Hof und legte 1959 die Reifeprüfung ab. Danach studierte er Agrarwissenschaften an den Universitäten Hohenheim und Gießen sowie Wirtschaftswissenschaften an den Universitäten Saarbrücken und Göttingen. 1960 wurde er Mitglied des Corps Germania Hohenheim. Nach der Promotion zum Dr. rer. pol. an der Universität Göttingen im Jahr 1968 war er für ein Jahr am Economics Department der University of California, Berkeley als Post Doctoral Fellow tätig. Die Habilitation erfolgte 1971 in Göttingen. Nach einem Gastsemester an der TU Berlin erhielt er eine Professur für sektorale Wirtschaftspolitik an der Universität Göttingen. Koester folgte 1978 dem Ruf als Ordinarius an das Institut für Agrarökonomie der Universität Kiel, auch nach seiner Emeritierung 2003 ist er als Gastprofessor und Fachbuch-Autor gefragt. Zahlreiche Publikationen wurden in die englische, mongolische, russische und ukrainische Sprache übersetzt.
Ulrich Koester war als Gastprofessor an Universitäten in den USA, Afrika, Osteuropa und Zentralasien tätig. Über zwanzig Jahre war er Mitglied im Wissenschaftlichen Beirat des Bundesministers für Landwirtschaft, Ernährung und Forsten und übernahm Beratungsaufgaben für die Bundesregierung bei EU, Weltbank, OECD und FAO. Nach der Habilitation wurden 10 seiner Schüler Professor an einer Universität.

## Ehrungen
- Die Universität Gießen verlieh ihm 2003 die Ehrendoktorwürde Dr. agr. h. c.
- Die Mongolische Staatsuniversität für Landwirtschaft in Ulaanbaatar verlieh ihm 2012 die Ehrendoktorwürde Dr. h. c.
- Die Universität Hohenheim verlieh ihm 2012 die Ehrendoktorwürde Dr. agr. h. c.

## Veröffentlichungen (Auswahl)
Koesters Forschungsinteresse liegt vornehmlich im Bereich der Agrarpolitik, des internationalen Agrarhandels und der Transformationsökonomie. Nachfolgend ein Auszug aus der Veröffentlichungsliste:
- mit S. Tangermann: Alternativen der Agrarpolitik. Landwirtschaftsverlag, Münster-Hiltrup 1976.
- EG-Agrarmarktpolitik in der Sackgasse. Nomos, Baden-Baden 1977.
- Regional Cooperation to Improve Food Security in Southern and Eastern African Countries. IFPRI Report No. 53, Washington, D.C. 1986.
- mit R. Hermann: The EEC-ACP Convention of Lomé Forum No. 13. Wissenschaftsverlag Vauk, Kiel 1987.
- als Hrsg.: Disharmonies in EC and US Agricultural Policy Measures. Report for the European Commission, Brussels 1988.
- mit K. Larson et al.: EC Agricultural Policy for the 21st Century European Commission. European Economy, Reports and Studies, No. 4, Luxembourg 1994.
- mit V. Zaric: Trgovina poljprivredno-prehrambenim proizvodima – principi i politika. Univerzitet u Beogradu Poljoprivredni fakultet. Beograd 2009.
- Grundzüge der landwirtschaftlichen Marktlehre. 4. Auflage. Vahlen, München 2010.
- Ulrich Koester, Sebastian Hess: Die Bedeutung von Preisbeziehungen und Preisänderungen in ausgewählten Agrarmärkten. Halle 2021.[3]
- Ulrich Koester, Stephan von Cramon-Taubadel: Agricultural Price Formation in Theory and Reality. Cambridge Scholars Publishing, 2023, ISBN 978-1-5275-2829-1.